# Amy Warren
Amy Warren (* im 20. Jahrhundert) ist eine US-amerikanische Schauspielerin.

## Leben und Karriere
Warren hatte Rollen in Fernsehserien wie beispielsweise Law & Order oder Boardwalk Empire. Im Oscar prämierten Weltraum-Thriller Gravity (2013) hatte sie eine Sprechrolle als Astronautin. 
Warren ist seit dem 21. Dezember 2001 mit Bryn Magnus verheiratet. 

## Filmografie (Auswahl)
- 2008: Human Potential (Kurzfilm)
- 2009: Law & Order (Fernsehserie, eine Episode)
- 2011: Boardwalk Empire (Fernsehserie, 4 Episoden)
- 2013: Gravity (Stimme)
- 2013: Good Wife (The Good Wife, Fernsehserie, eine Episode)